# Еміль Паур
Еміль Паур (нім. Emil Paur; 29 серпня 1855, Чернівці, нині Україна — 7 червня 1932, Містек, нині Чехія) — австрійський диригент.

## Біографія
Син диригента і музичного педагога Франца Паура, учня Карла Черні. Навчався у Відні грі на скрипці і фортепіано, потім вивчав диригування під керівництвом Артура Нікіша і Фелікса Мотл.
Працював в Касселі, потім в Кенігсберзі, де, зокрема, в 1879 році здійснив, разом з режисером Максом Штегеманом, німецьку прем'єру опери Бізе «Кармен», що мала значний успіх. У 1880-1889 рр. працював в Мангеймі, потім деякий час в Лейпцигу.
У 1893 р перебрався в США, де очолював Бостонський (1893-1898), потім Нью-Йоркський філармонічний (1898-1902) оркестри. З 1899 був також директором Національної консерваторії. Після нетривалого повернення в Європу зробив з власним оркестром гастрольний тур в США, а потім очолив Пітсбурзькому симфонічний оркестр (1904-1910). У США Паур зарекомендував себе як пропагандист німецької музики — перш за все, Брамса і Вагнера.
Джеймс Ганекер відіграв особливу роль Паура в знайомстві американських слухачів з творчістю Ріхарда Штрауса, помічаючи також, що поряд зі Штраусом коником Паура була музика Чайковського. У той же час Паур не цурався і американської музики — зокрема, в Бостоні він диригував Індіанської сюїта Едуарда Макдауелла, яку композитор присвятив Бостонському симфонічному оркестру та Паур як його керівнику, виконав прем'єру Гаельська симфонії Емі Біч (1896) і ін.
Після повернення в Європу Паур керував оркестром Берлінської опери.

## Сім'я
У 1882 році одружився з піаністкою Марією Бюргер (1862-1899), ученицею Теодора Лешетицького.
Їхній син Курт Паур став піаністом, навчався у Ернста фон Донаньї і дебютував в 1912 році в Берліні з оркестром під керуванням батька, в подальшому працював в США.